# Cova de s'Àguila - Sa Boal
La cova de s'Àguila - Sa Boal és una cova natural, retocada, emprada per enterraments en l'edat del bronze, situada al lloc anomenat sa Rota, de la possessió de sa Boal, una segregació de la possessió de s'Àguila del municipi de Llucmajor, Mallorca.